# Меликишвили, Николай Николаевич
Николай Николаевич Меликишвили (1926 год, село Земо-Кеди, Сигнахский уезд, ССР Грузия — неизвестно, село Земи-Кеди) — бригадир тракторной бригады колхоза села Земо-Кеди Цителцкаройского района, Грузинская ССР. Герой Социалистического Труда (1972).

## Биография
Родился в 1926 году в крестьянской семье в селе Земо-Кеди Сигнахского уезда. Трудовую деятельность начал в годы Великой Отечественной войны в местно колхозе «Земо-Кеди» Цителцкаройского района. После окончания школы механизации трудился трактористом в полеводческой бригаде Ивана Андреевича Меликишвили. Позднее был назначен бригадиром тракторной бригады, которая ежегодно показывала высокие трудовые результаты.
Бригада трактористов под его руководством досрочно выполнила коллективное социалистическое обязательство и производственные планы Восьмой пятилетки (1966—1970). За годы этой пятилетки бригада собрала 211986 центнеров зерновых, выполнив пятилетний план на 100,1 %. По подсолнечнику план был выполнен на 102,8 %. В последнем году пятилетки было собрано в среднем с каждого гектара по 18,3 центнеров зерновых вместо запланированных 10,8 центнеров. По итогам 1972 года бригада собрала 64885 центнеров зерновых, выполнив план на 152 %. Указом Президиума Верховного Совета СССР от 14 декабря 1972 удостоен звания Героя Социалистического Труда за «большие успехи, достигнутые в увеличении производства и продажи государству зерна, других продуктов земледелия и проявленную трудовую доблесть на уборке урожая» с вручением ордена Ленина и золотой медали «Серп и Молот» (№ 15190).
За тридцатилетний ударный труд в сельском хозяйстве был награждён в 1976 году Орденом Трудового Красного Знамени и в 1977 году — серебряной медалью ВДНХ и ценным подарком.
После выхода на пенсию проживал в родном селе Земо-Кеди. Дата смерти не установлена.
Награды
- Герой Социалистического Труда
- Орден Ленина
- Орден Трудового Красного Знамени (27.12.1976)
- Серебряная медаль ВДНХ (01.08.1977)